# Saëb Salam
Saëb Salam (arab. صائب سلام, ur. 17 stycznia 1905 w Bejrucie, zm. 21 stycznia 2000) – libański polityk, czterokrotny premier Libanu (1952, 1953, 1960–1961, 1970–1973).